# Abietinaria
Abietinaria är ett släkte av nässeldjur som beskrevs av Gustav Heinrich Kirchenpauer 1884. Abietinaria ingår i familjen Sertulariidae.

## Dottertaxa tillAbietinaria, i alfabetisk ordning[1][2]
- Abietinaria abietina
- Abietinaria alexanderi
- Abietinaria alternitheca
- Abietinaria amphora
- Abietinaria anguina
- Abietinaria annulata
- Abietinaria compressa
- Abietinaria crassiparia
- Abietinaria cruciformis
- Abietinaria derbeki
- Abietinaria elsaeoswaldae
- Abietinaria expansa
- Abietinaria filicula
- Abietinaria fusca
- Abietinaria gagarae
- Abietinaria gigantea
- Abietinaria gracilis
- Abietinaria greenei
- Abietinaria immersa
- Abietinaria inconstans
- Abietinaria interversa
- Abietinaria juniperus
- Abietinaria kincaidi
- Abietinaria laevimarginata
- Abietinaria macrotheca
- Abietinaria melo
- Abietinaria merkii
- Abietinaria pacifica
- Abietinaria pulchra
- Abietinaria raritheca
- Abietinaria rigida
- Abietinaria smirnowi
- Abietinaria spiralis
- Abietinaria thuiarioides
- Abietinaria traski
- Abietinaria trigona
- Abietinaria turgida
- Abietinaria variabilis